# Doktor wszech nauk lekarskich
Doktor wszech nauk lekarskich, rzadziej: doktor wszech nauk medycznych (łac. doctor medicinae universae) – tytuł powstały w drugiej połowie XIX w., w Cesarstwie Austrii, w miejsce wcześniejszych tytułów doktora medycyny, chirurgii, magistra położnictwa i magistra okulistyki. Nadawany był absolwentom studiów medycznych. Był odpowiednikiem dzisiejszego tytułu zawodowego lekarza (oraz – w innych dziedzinach – tytułu magistra) i nie wiązał się z napisaniem pracy doktorskiej ani ze stopniem naukowym doktora.

## Tytuł doktora wszech nauk lekarskich na ziemiach polskich
W granicach Cesarstwa Austrii znajdowały się w tamtych czasach dwa polskie uniwersytety: Uniwersytet Jagielloński i 
 Uniwersytet Fraciszkański we Lwowie. Obydwa tym samym podlegały wprowadzonej przez Austriaków reformie i nadawały (aż do lat 30. XX w.) absolwentom studiów lekarskich tytuł doktora wszech nauk lekarskich.
Prawo używania tytułu „doktora wszech nauk lekarskich” przysługiwało osobom, które uzyskały dyplom lekarski przed dniem 30 czerwca 1930.